# Балластировка
Балластировка — пригрузка технического объекта: судна, трубопровода, насыпи железной дороги, воздушного судна легче воздуха и др., - для придания ему необходимой устойчивости (остойчивости).

### Балластировка кораблей
Балластировка — придание кораблю (судну) необходимых мореходных качеств: остойчивости, ходкости, управляемости, качки и тому подобных, путём приёма и размещения твёрдого или жидкого балласта для доведения осадки и посадки до заданных.
Приём твёрдого балласта выполняется при постройке, переоборудовании или среднем ремонте.
В современном судостроении расчёт балластировки выполняется с помощью специальных программ, где используется поверхностная цифровая модель судна, где модель виртуально нагружают до нужного уровня. Данные, полученные с виртуальной балластировки далее используются для действительной нагрузки судна "живьём", когда судно спускают на воду и размещают балласт, согласно данным виртуальной балластировки.
Далее судно балластируют точно (в виду несовершенства каждого корпуса судна в серии). В итоге получаются нужные данные для размещения балласта на судне.
Для закладки твёрдого балласта типичным местом является тоннельный киль.
Прием жидкого балласта выполняется для замещения переменных грузов. Это могут быть израсходованные топливо, масло, пресная вода, для торговых и транспортных судов — снятые грузы. Балластировка плавучих доков выполняется для ввода и вывода из них кораблей (судов). В качестве жидкого балласта чаще всего используют забортную воду, принимаемую в специальные отсеки или балластные цистерны, реже топливо.
На подводной лодке (ПЛ), помимо балластировки твёрдым балластом (вывески), существует процесс замещения переменных грузов жидким балластом, называемый дифферентовкой, который выполняется перед выходом и затем происходит в течение всего плавания.
В любом случае ведётся постоянный учёт балластировки (для ПЛ — ещё дифферентовочный журнал), где учитываются приём и перемещение грузов. На боевом корабле он находится в посту энергетики и живучести, на ПЛ — на ГКП и ЗКП, на гражданском судне — у грузового помощника, или исполняющего его обязанности.

### Балластировка трубопроводов
Балластировка трубопроводов (пригрузка трубопроводов) — способ закрепления трубопроводов с помощью утяжеляющих грузов или бетонированием при прокладке их на заболоченных или обводнённых грунтах. Балластировкой трубопроводов называется также сам процесс производства работ, связанных с установкой грузов и бетонированием труб. Утяжеляющие грузы — седловидные, шарнирные, с гибкими элементами и др. — укладывают на трубы при сооружении трубопроводов (в строительных потоке) с помощью трубоукладчика, болотного экскаватора, крана-амфибии, вертолёта. Для балластировки трубопроводов бетонированием производят сплошное равномерное покрытие труб (так называемое внешнее обетонирование), осуществляемое часто на стационарной базе, или заполнении бетоном пространства между трубопроводом и внешним кожухом (конструкция типа «труба в трубе»). Балластировка трубопроводов выполняется иногда при анкерном закреплении трубопроводов.

### Балластировка железнодорожного полотна
Балластировка железнодорожного полотна - укладка балластного слоя на земляное полотно. На вновь сооружаемых линиях Балластировка производится двумя способами: а) балласт, привезенный поездами по соседнему пути, разравнивается по земляному полотну слоями толщиной 10—15 см и укатывается катками. После доведения балластного слоя до проектной толщины путеукладчиком укладываются звенья пути или раскладываются отдельно шпалы, к ним пришиваются рельсы, путь окончательно выправляется и рихтуется, шпальные ящики заполняются балластом и трамбуются с доведением балластной призмы до полного поперечного профиля; б) балласт вывозится по балластируемому пути и балластировка производится последовательной подъёмкой пути на балласт балластировочной машиной, моторными или ручными домкратами с подбивкой шпал пневматическими или ручными подбойками. Вывозку балласта для первого слоя производят по возможности в сухую погоду во избежание образования в земляном полотне балластных корыт. Балластировка при замене существующего балласта новым производится после вырезки старого балластером.